# Mutek
Mutek és una organització sense ànim de lucre que es va fundar l'any 2000 a Mont-real (Canadà) per organitzar festivals dedicats a la promoció de la música electrònica i les arts digitals.
És reconegut per la seva contribució als nous mitjans digitals. Va començar a realitzar edicions a d'altres ciutats el 2004 a Mèxic, el 2005 a Valparaiso i Santiago (Xile) i el 2010 a Barcelona. L'edició del 2016 a Barcelona es va celebrar del 2 al 6 de març, amb un pròleg a Girona intitulat Avant Mutek en col·laboració amb Enderrock, pas previ a un futur festival Mutek gironí.